# Now Deh-e Lakvān
Now Deh-e Lakvān (persiska: نو ده لكوان, نودَه, نُودِه لَكوان, نُودِهِ لَكوان, Now Deh-ye Lakvān) är en ort i Iran.   Den ligger i provinsen Qazvin, i den nordvästra delen av landet, 140 km väster om huvudstaden Teheran. Now Deh-e Lakvān ligger 1 207 meter över havet och antalet invånare är 478.
Terrängen runt Now Deh-e Lakvān är platt, och sluttar österut. Runt Now Deh-e Lakvān är det ganska tätbefolkat, med 108 invånare per kvadratkilometer. Närmaste större samhälle är Asfarvarīn, 19,1 km sydväst om Now Deh-e Lakvān. Trakten runt Now Deh-e Lakvān består till största delen av jordbruksmark.